# アズ・ティアーズ・ゴー・バイ (涙あふれて)
「アズ・ティアーズ・ゴー・バイ (涙あふれて)」(As Tears Go By)は、ミック・ジャガー、キース・リチャーズ並びにアンドリュー・ルーグ・オールダムの作詞作曲による、ローリング・ストーンズの楽曲。後述するように、マリアンヌ・フェイスフルの代表的楽曲としても知られる。

## 解説
元々、1964年にマリアンヌ・フェイスフルのデビュー曲として提供するために作られた楽曲であり、当初のタイトルは「As Time Goes By」といったが、ハンフリー・ボガート主演の1942年の映画『カサブランカ』で使われた映画主題歌と同タイトルであったため、その後歌詞などを改変し、現行のタイトルに落ち着いている。なお、ローリング・ストーンズによる演奏は、厳密にはセルフカバーと言うべきである。作詞作曲者にジャガー、リチャーズに加え、マネージャーのアンドリュー・ルーグ・オールダムが加わっている。
キース・リチャーズは、なんてヒドい曲だろうと感じたが、オールダムに聴かせると、これはヒットするという返事が返ってきた。曲は実際にヒットし、金銭を産み出したが、ミックとキースは、これは古いロープのためのマネーだと語り合った。　ローリング・ストーンズがレコーディングするに当たっては、メンバーの演奏はキース・リチャーズのアコースティック・ギターのみで、その他に弦楽四重奏が加えられている（アレンジャーはマイク・リーンダー。ちなみに彼は後に、ビートルズの「シーズ・リーヴィング・ホーム」のストリングスアレンジも手がけることになる）が、この事象を以てして、ビートルズの「イエスタデイ」の模倣という批評を受けることになってしまう。
本曲は英米両国に於いてシングルカットされているが、その取り扱いは英米で異なっている。イギリスでは『19回目の神経衰弱』のカップリング曲として1966年2月4日にリリースされたのに対して、アメリカに於いてはシングルA面として（カップリング曲は「ガッタ・ゲット・アウェイ」）1965年12月にリリースされ、翌年1月22日付ビルボード誌HOT 100で最高位6位を記録している。
また、本曲はビートルズがドイツ語で「抱きしめたい」や「シー・ラヴズ・ユー」をレコーディングし、ドイツ向けにリリースした影響からか、イタリア語による歌詞が作られ、イタリア語版によるレコーディングが行われ、実際にイタリア・デッカから「CON LE MIE LACRIME」のタイトルでシングル盤がリリースされている（1966年5月2日リリース。録音は同年3月。カップリング曲は「ハート・オブ・ストーン」）。バックの演奏はハープシコードなどの入った別テイクである。イタリア語訳をしたのはイギリス在住の詩人・ダンパなる人物。イタリア語版には前述の3人に加えてダンパの名前も作者としてクレジットされた。
ライブではほとんど取り上げられてこなかった曲だが、2008年に公開されたマーティン・スコセッシ監督の映画『ザ・ローリング・ストーンズ シャイン・ア・ライト』及び同サウンドトラックに本曲のライブヴァージョンが初めて収められた。
ギターワールド誌が選ぶ「偉大なる12弦ギターソング」で、14位に選ばれている。

## 収録アルバム
主なアルバムを限定的に列挙。
- ディッセンバーズ・チルドレン （1965年。アルバムとしては本作が初出）
- ビッグ・ヒッツ (ハイ・タイド・アンド・グリーン・グラス) （1966年、英米盤とも）
- ホット・ロックス （1972年）
- ロールド・ゴールド〜ヴェリー・ベスト・オブ・ザ・ローリング・ストーンズ （1975年）
- シャイン・ア・ライト （2008年）

## マリアンヌ・フェイスフルの作品
前述の通り、本作はマリアンヌ・フェイスフルのデビュー曲でもある。この曲の提供については、アンドリュー・ルーグ・オールダムが、彼女の当時の夫でもあったジョン・ダンバーが知り合いだったことに端を発している。1964年に発表された本作及びその他のヒット曲により、彼女は英国のポップ・アイドルの一人となった。
彼女は、曲を作った一人でもあるミック・ジャガーと恋愛関係となり、その後ドラッグスキャンダルやミックとの破局を迎えるなどにより身体にも変調を来したことから、声が大幅に変質した。その変質した声で再び本作をレコーディング、再リリースしそちらも話題となった。